# Alaksiej Piatrou
Alaksiej Piatrou (biał. Аляксей Пятроў; ur. 30 kwietnia 1991) – białoruski piłkarz grający na pozycji napastnika.

## Kariera klubowa
| Sezon | Klub                | Kraj     | Rozgrywki        | Mecze | Bramki |
| ----- | ------------------- | -------- | ---------------- | ----- | ------ |
| 2009  | Szachcior Soligorsk | Białoruś | Wyszejszaja liha | 2     | 0      |
| 2010  | Szachcior Soligorsk | Białoruś | Wyszejszaja liha | 5     | 1      |
| 2011  | Szachcior Soligorsk | Białoruś | Wyszejszaja liha | 11    | 1      |